# Otochilus albus
Otochilus albus är en orkidéart som beskrevs av John Lindley. Otochilus albus ingår i släktet Otochilus och familjen orkidéer. Inga underarter finns listade i Catalogue of Life.